# Амина Мохтар
Амина Мохтар (малайск. Aminah Mokhtar; род. 4 октября 1959, Муар, Джохор) — малайзийская писательница, пишущая на малайском языке.

## Краткая биография
Окончила курсы медсестер на медицинском факультете Университета Малайя. Работает старшей медсестрой в Медицинском центре Университета Малайя. 

## Творчество
Пишет рассказы, повести, пьесы, стихи. Опубликовала 14 повестей, три сборника рассказов, два сборника поэзии. Рассказы писательницы включены также во многие антологии наряду с другими авторами, в том числе в совместный сборник малайзийских и венесуэльских писателей . Пять ее пьес поставлены в различных театрах страны и  более 100 радиопьес осуществлены компанией «Радио и Телевидение Малайзии» . Её  произведения удостоены более 20 наград, включая такие престижные, как Главная литературная премия Малайзии и Премия Сако.

## Награды
- Главная литературная премия Малайзии (1998/1999)[4]
- Литературная премия Джохора (1999, 2001)
- Премия Радио и телевидения Малайзии «Сери Ангкаса» (2001)
- Премия Сако (2001, 2012)[5]
- Литературная премия Юго-Восточной Азии (2020)

## Публикации

### Повести
- Diari Seorang Jururawat. Kuala Lumpur: Dewan Bahasa dan Pustaka, 1996 (второе издание  2002)  ISBN 983625238X
- Iman Markisa. Kuala Lumpur: Utusan Publications & Distributors, 2002.
- Dominasi Tebrau. Kuala Lumpur: Dewan Bahasa dan Pustaka, 2003
- Semakin Dekat. Kuala Lumpur: Balaikarya Enterprise, 2004
- Ku usir lara ini. Selangor: Alaf Dua Puluh Satu, 2007
- Seteguh fikrah Saleha. Kuala Lumpur: PTS Millenia, 2008
- Merdekakan Cinta. Kuala Lumpur: Dewan Bahasa dan Pustaka, 2008
- Aku bukan komprador. Kuala Lumpur: Dewan Bahasa dan Pustaka, 2009
- Doa Insan Berkasih. Batu Caves, Selangor: PTS Litera Utama, 2009
- Ratap Abisah. Kuala Lumpur: Utusan Publications & Distributors Sdn Bhd, 2012
- Bidadari. Kuala Lumpur: Institut Terjemahan & Buku Malaysia, 2016 ISBN 9789674601287
- Qayyum. Kuala Lumpur: Dewan Bahasa dan Pustaka, 2016

### Рассказы
- Pelamin embun: kumpulan cerpen. Kuala Lumpur: Dewan Bahasa dan Pustaka, 2009
- Penawar. Selangor: Impianis Enterprise, 2002
- Di ufuk fajar: kumpulan cerpen. Batu Caves, Selangor: PTS Litera Utama, 2011

### Стихи
- Semoga Cepat Sembuh. Kuala Lumpur: Balaikarya Enterprise, 2004 ISBN 9834135505
- Berikan aku cantiknya hati: kumpulan sajak. Kuala Lumpur: Dewan Bahasa dan Pustaka, 2018